# Antigo, Wisconsin
Antigo là một thành phố thuộc quận Langlade, tiểu bang Wisconsin, Hoa Kỳ. Năm 2000, dân số của thành phố này là 8560 người.